# 蒲井漁港

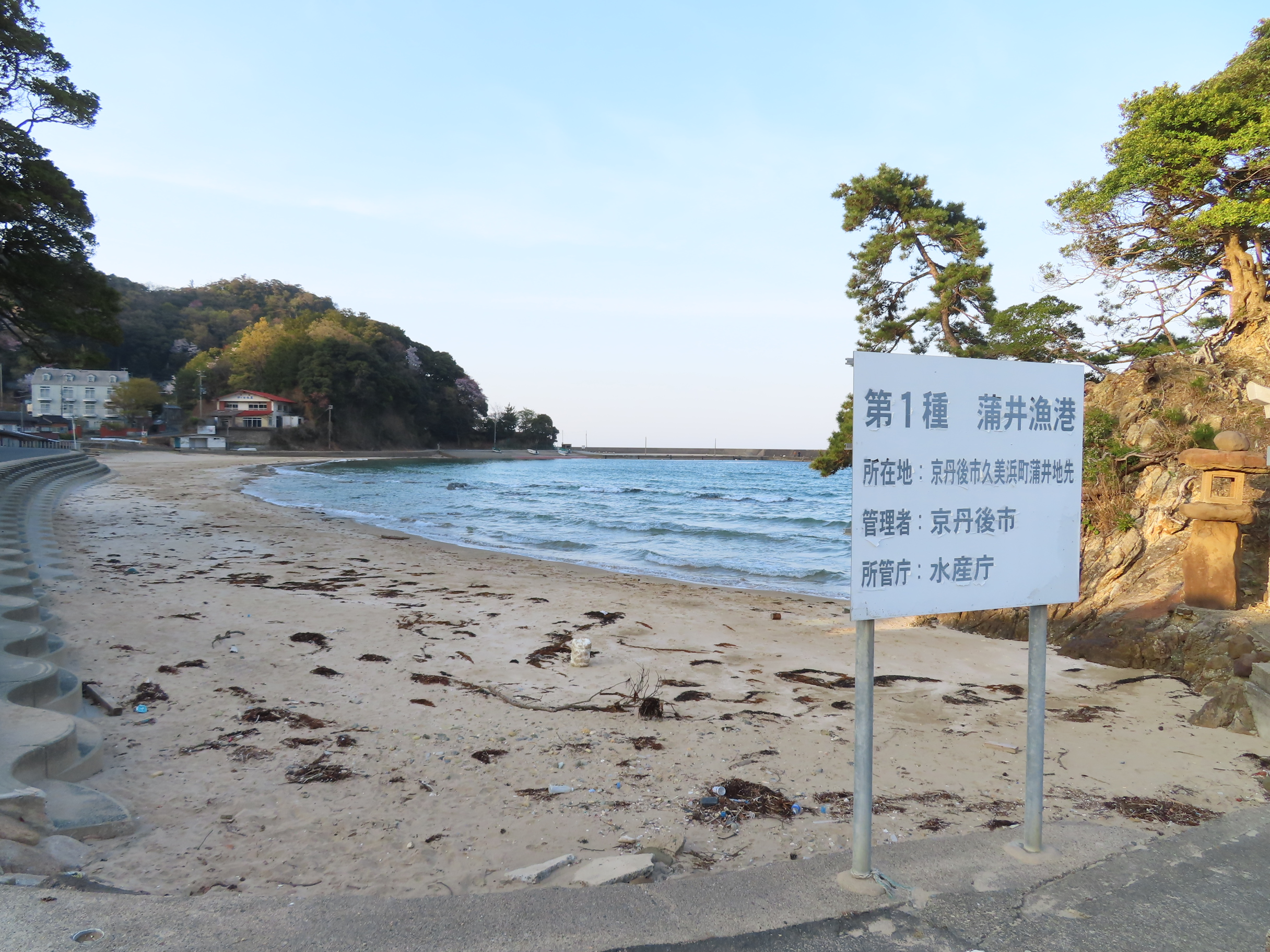
蒲井漁港（2023年4月）

蒲井漁港（かまいぎょこう）は、京都府京丹後市にある港で漁港漁場整備法（昭和25年5月2日法律第137号）第1章第5条に規定する第1種漁港である。

## 概要
- 所在地 - 京都府京丹後市久美浜町蒲井
- 管理者 - 京丹後市[1][2]
- 漁業協同組合 - 湊漁業協同組合
- 組合員数 -
- 漁港番号 - 3010280

## 沿革
- 19XX年（昭和XX年）XX月XX日 - 第1種漁港に指定